# Hubzilla
Hubzilla ist eine freie und quelloffene Softwareplattform, die als verteiltes soziales Netzwerksystem konzipiert ist. Sie wurde unter der MIT-Lizenz veröffentlicht und basiert auf den Zot-Protokollen.  So ermöglicht das System es Benutzern, soziale Interaktionen über verschiedene Server hinweg durchzuführen, ähnlich wie bei anderen sozialen Netzwerken. Dabei können Benutzer Inhalte teilen, kommunizieren und interagieren, unabhängig davon, auf welchem Server sie sich befinden. 
Hubzilla bietet Blog, Wiki, Kalender und Cloud mit WebDAV-Zugang, um Dateien auszutauschen, ACL-basiertes Feinmanagement von Objekten, Gemeinschaftsforum und Chatroom. Es kann sich über das ActivityPub-Protokoll mit Diaspora und dem Fediverse verbinden. Diese Dienste verbinden sich über Server- und Verwaltungsgrenzen hinweg über das Kommunikationsprotokoll Zot und bieten eine dezentrale und nomadische Identität innerhalb des Zot-Netzwerks, während die Nachrichtenföderation über Zot, ActivityPub, OStatus und das Diaspora-Protokoll unterstützt wird, wodurch Hubzilla mit den meisten verteilten sozialen Netzwerken und dem Fediverse interoperabel ist. Es vereint die Funktionen von Friendica, Peertube und Nextcloud.
Dort sind die Server in Hubs organisiert, wobei die Daten zwischen den verschiedenen Knoten des Hubs repliziert werden, um eine gewisse Ausfallsicherheit zu gewährleisten. Die einzelnen Hubs sind auch untereinander verbunden, um einen Austausch in größerem Maßstab zu ermöglichen. Der registrierte Nutzer kann sich über jede Instanz eines Servers oder einer virtuellen Maschine im Netzwerks anmelden.
Eine Android-App namens Nomad, die auf F-Droid erhältlich ist, ermöglicht es, sich von einem Smartphone aus anzumelden.

## Geschichte
Das Projekt wurde ursprünglich von Mike Macgirvin initiiert und wird stetig durch die Netzgemeinde weiterentwickelt. Das Projekt hieß früher RedMatrix und begann als ein Fork von Friendica. Es wird auf der Gitlab-Instanz von Framasoft gehostet, ist in der Skriptsprache PHP entwickelt und nutzt die MySQL-Datenbank im UTF8-Modus, um alle Sprachen und Emoticons zu unterstützen. Er läuft auf einem LAMP-ähnlichen Stack.
Hubzilla (ehemals Friendica Red, RedMatrix, Hubmaker) wurde am 12. Mai 2012 als Versuch des Gründers und ehemaligen Leiters des Friendica-Projekts, Mike Macgirvin, ins Leben gerufen, um mit dezentralen Ansätzen zur Verwaltung von Benutzeridentitäten und zur Zugriffskontrolle im Web zu experimentieren. Ein neues Föderationsprotokoll namens Zot wurde entwickelt, das Funktionen wie dezentrale Identität und Zugriffskontrolle, Remote-Authentifizierung und nomadische Identität bietet. Der Entwicklungsschwerpunkt verlagerte sich später weg von „sozialen Netzwerken“ hin zur Bereitstellung einer Reihe dezentraler Dienste zur Achtung der Privatsphäre wie Content-Publishing, Cloud-Speicher und Groupware.
Am 12. Juli 2011 wurde das Protokoll Zot zum ersten Mal benannt. Am 12. Mai 2012 wurde der erste Commit des Projekts gemacht. Blogging-Funktionen, WebDAV, CalDAV und CardDAV sowie eine Reihe von Content-Management-Tools wurden hinzugefügt. Am 3. Mai 2015 wurde die Plattformsoftware in Hubzilla umbenannt. Am 4. Dezember 2015 wurde Hubzilla 1.0 offiziell veröffentlicht. Im Jahr 2016 wurde die Plattformsoftware überarbeitet, um mehrere Serverrollen zu unterstützen. Im Jahr 2017 wurde das Zot-Protokoll einem großen Upgrade namens Zot6 unterzogen, das die Trennung der Dienste und APIs beinhaltet. Und die Integration von ActivityPub wurde umgesetzt. Im Jahr 2018 begann die Migration auf Zot6. Systemeinstellungen wurden in Apps umgewandelt. Im Jahr 2020 wurde die Version 5.0 veröffentlicht, die die Migration auf Zot6 abschloss.
Im Mai 2024 gab es im Fediverse 196 öffentliche Hubzilla-Instanzen, mit 7909 Mitgliedern.

## Eigenschaften
Hubzilla ist eine dezentrale Kommunikations- und Publishing-Plattform. Ein Server, auf dem Hubzilla ausgeführt wird, ein sogenannter Hub, interagiert mit anderen Hubs hauptsächlich über das Zot-Protokoll, kann aber auch so konfiguriert sein, dass er isoliert funktioniert. Einige wichtige Funktionen von Hubzilla sind:
Nomadische Identitäten: Ein Mitglied eines Hubs kann eine beliebige Anzahl von Webidentitäten erstellen, die als Kanäle bezeichnet werden. Das Zot-Protokoll ermöglicht es, die Bindung von Kanälen an den Hub aufzuheben, in dem sie erstellt werden. Sie können auf einen anderen Hub portiert, aber auch geklont werden, in diesem Fall sind die Identität und die Daten des Kanals gleichzeitig an mehr als einem Ort vorhanden. Dies bietet Resilienz für Kanäle, falls ein Hub heruntergefahren wird oder nicht mehr verfügbar ist.
Zugriffskontrolle: Jedes von einem Kanal veröffentlichte Element, sei es ein Beitrag, ein Foto oder eine Webseite, verfügt über eine eigene Zugriffssteuerungsliste, die festlegt, welche lokalen oder Remote-Identitäten darauf zugreifen können.
Open Web Auth – OWA ist eine Teilmenge des Zot-Protokolls, die eine Methode beschreibt, mit der sich ein Benutzeragent, in der Regel ein Webbrowser, im Namen eines Kanals durch die so genannte Remoteauthentifizierung identifizieren kann. Es ermöglicht Hubs, den Zugriff auf Elemente und Aktionen für Identitäten bereitzustellen oder zu verweigern, die sich in einem anderen Hub befinden.
DAV – die Protokolle WebDAV, CalDAV und CardDAV werden unterstützt
Directory – ein dezentrales, durchsuchbares Verzeichnis von Kanälen
OpenID – Hubzilla fungiert als OpenID-Anbieter und ermöglicht es Benutzern, sich mit ihren Hubzilla-Kanälen bei OpenID-fähigen Websites anzumelden.
Hubzilla ist ähnlich einem Content-Management-System aufgebaut und somit nicht einfach ein soziales Netzwerk-Werkzeug zur Erstellung und Verbreitung von Inhalten, sondern eher mit einem Enterprise-Content-Management zu vergleichen.

## Nutzung im Unternehmen
Es gibt mindestens eine dokumentierte groß angelegte Nutzung von Hubzilla, die über die typische persönliche, familiäre oder gemeinschaftliche Kommunikationsplattform hinausgeht. Peer-Review-Publikationen im IEEE International Symposium on Computer-Based Medical Systems und BMC Health Services Research beschreiben den Einsatz von Redmatrix (heute Hubzilla) als Werkzeug zur Integration und Bereitstellung einer kontinuierlichen Versorgung im Netzwerk von Gesundheitsdienstleistern, die ein Viertel von 600.000 Menschen in der Stadt São Paulo, Brasilien, versorgen.

## Rezension
In einem 2015 veröffentlichten wissenschaftlichen Bericht heißt es, dass Hubzilla/Redmatrix „derzeit am besten geeignet ist, als Alternative zu den derzeitigen zentralisierten sozialen Netzwerken bereitgestellt zu werden und [...] kann als Dienstleistung von Hosting-Providern bereitgestellt werden. Es verfügt über ein effizientes Nachrichtenverteilungsmodell, erweiterte Datenschutzfunktionen und bietet eine einzigartige Funktion namens nomadische Identitäten. [...] Es ist derzeit ausgereifter als einige der anderen Implementierungen und gibt dem Benutzer die Kontrolle über seine Daten zurück.“
Hubzilla war die einzige Open-Source-Lösung für soziale Netzwerke, deren Implementierung des Datenschutzes in einer von Experten begutachteten Umfrage aus dem Jahr 2015 als „umfangreich“ eingestuft wurde.
Hubzilla wird im PRISM Break-Katalog von Software zur Verhinderung globaler Datenüberwachung erwähnt.  Ein Tech-Blog gibt an, dass die Fülle an Funktionen Hubzilla zu einem interessanten Netzwerk macht, andererseits könnte diese Fülle neue Nutzer abschrecken.
Im Zusammenhang mit dem Ausfall von Milliarden von Facebook-Konten im Oktober 2021 wurden dezentrale Dienste empfohlen, darunter Hubzilla: „Anstelle von Facebook können Friendica, Hubzilla oder Diaspora genutzt werden.“
Die Landesanstalt für Medien Nordrhein-Westfalen nannte Hubzilla als einen der Dienste, die dafür bekannt sind, „einen hohen Datenschutz zu gewährleisten und offene Standards zu verwenden, und die Angebote interoperabel machen“.
Der Verein Digitalcourage empfiehlt Hubzilla in einem Artikel, in dem das Fediverse vorgestellt wird, aufgrund seiner Vielseitigkeit als „Social-Media-Cockpit“.